# Bowl Championship Series
Die Bowl Championship Series (BCS) im College Football, dem Hochschulspielbetrieb der National Collegiate Athletic Association (NCAA) im American Football in den USA, war eine Serie von fünf Spielen, die nach dem Ende der regulären Saison stattfanden. Zu vier dieser Spiele, den sogenannten BCS-Bowl-Spielen (Fiesta Bowl, Orange Bowl, Rose Bowl und Sugar Bowl), wurden nach einem festgelegten Vergabesystem acht Mannschaften eingeladen. Ein garantiertes Teilnahmerecht hatten die sechs Sieger der sogenannten BCS Conferences, einer Auswahl aus den elf regionalen Staffeln (Conferences) der Bowl Subdivision, die wiederum ein Teilbereich der als Division I bezeichneten höchsten Spielklasse im College Football ist. Hinzu kamen zwei weitere Mannschaften, die unter anderem aufgrund ihrer Saisonbilanz und ihrer Platzierung in einem Ranking, das sich aus mehreren Computerberechnungen und Umfragen ergab, aus allen elf Staffeln der Bowl Subdivision ausgewählt wurden. Das fünfte Spiel wurde zwischen den beiden im Ranking besten Mannschaften ausgetragen und diente als BCS National Championship Game zur Ermittlung des Landesmeisters (National Champion).
Die Bowl Championship Series wurde mit der Saison 1998/1999 in Nachfolge der von 1995 bis 1997 durchgeführten Bowl Alliance sowie der von 1992 bis 1994 bestehenden Bowl Coalition etabliert. Ziel der BCS und ihrer Vorgänger war die Einführung einer Möglichkeit zur Bestimmung des Landesmeisters durch ein Finalspiel, als Ersatz der vorher rein Ranking-basierten Vergabe des National-Champion-Titels. Dabei sollten die teilweise seit fast 100 Jahren ausgetragenen Bowl-Spiele beibehalten und eine kleine Auswahl dieser Spiele aufgewertet werden, um das National Championship Game in diese traditionelle Nachsaison (Post season) zu integrieren. Zur Saison 2006/2007 wurde das National Championship Game als eigenständiges Spiel eingeführt, nachdem in den Jahren zuvor eines der vier BCS-Bowl-Spiele zugleich das National Championship Game war. Die Austragung der BCS endete nach dem Auslaufen entsprechender Fernseh- und Werbeverträge nach der Saison 2013/2014. Als Ersatz wurde mit dem College Football Playoff ein aus vier Mannschaften bestehendes Play-off-System eingeführt, bei dem die Austragung der beiden Halbfinalansetzungen zwischen sechs Bowl-Spielen rotiert.

## Die Bowl Championship Series

### Die Spiele der BCS

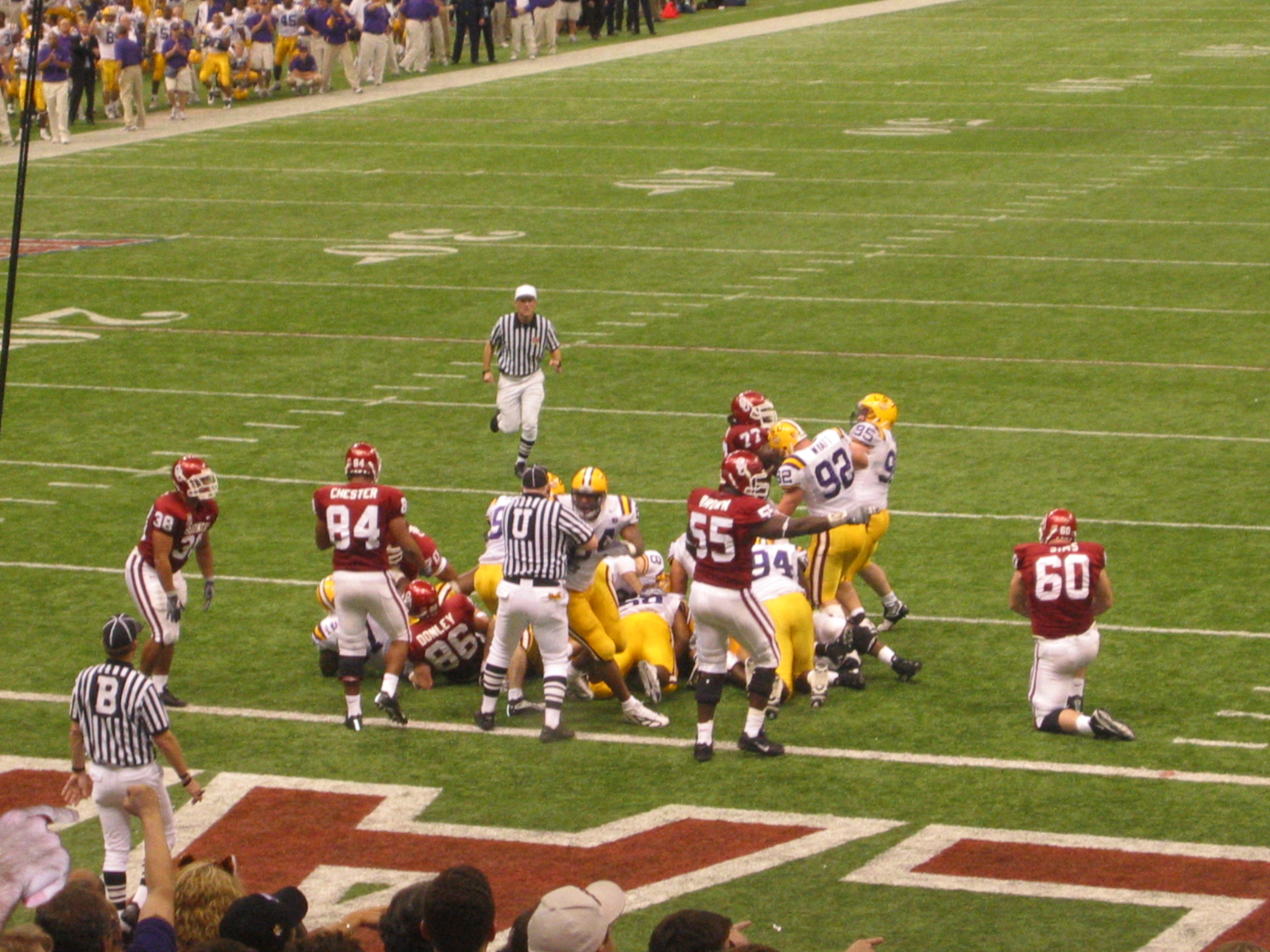
Sugar Bowl 2004, LSU Tigers vs. Oklahoma Sooners

Die Bowl Championship Series bestand aus fünf Spielen. Vier dieser Spiele waren sogenannte Bowls, also Spiele um eine Trophäe, die nach dem Ende der regulären Saison ausgetragen werden. Zu diesen Spielen zählten der seit 1916 stattfindende Rose Bowl in Pasadena, der seit 1935 stattfindende Sugar Bowl in New Orleans, der ebenfalls seit 1935 stattfindende Orange Bowl in Miami und der seit 1971 stattfindende Fiesta Bowl in Glendale. Es handelte sich dabei um eine seit Einrichtung der BCS mit der Saison 1998/1999 feststehende Auswahl aus allen ausgetragenen Bowl-Spielen, von denen es derzeit mehr als 35 gibt. Die vier im Rahmen der BCS ausgetragenen Bowl-Spiele zählen zu den ältesten und traditionsreichsten Bowl-Spielen und besitzen ein deutlich höheres Prestige als die anderen Bowl-Spiele. Auch die garantierte Auszahlung (team payout) von rund 17 bis 18 Millionen US-Dollar für jede der beteiligten Mannschaften betrug ein Mehrfaches der Summen bei den anderen Bowl-Spielen. Da im US-Hochschulsport die Athleten zwar Vergünstigungen wie Stipendien (Athletic scholarship) oder einen Erlass der Studiengebühren bekommen, jedoch kein Gehalt wie ein Profisportler, fließen Einnahmen aus Bowl-Spielen den Sportprogrammen der beteiligten Hochschulen zu. In den meisten Conferences wird darüber hinaus ein Teil der Einnahmen aus den Bowl-Spielen zwischen allen Hochschulen aufgeteilt, also auch denen, die sich nicht für ein Bowl-Spiel qualifiziert haben.
Bis zur Saison 2005/2006 war eines der vier BCS-Bowl-Spiel zugleich das BCS National Championship Game, in dem der Landesmeister (National Champion) der Bowl Subdivision (vormals Division I-A), der höchsten Spielklasse im College Football, ermittelt wurde. Die Zuweisung des National Championship Game rotierte dabei zwischen den vier Spielen. Ab der Saison 2006/2007 wurde zusätzlich zu diesen vier BCS-Bowl-Spielen ein fünftes Spiel als National Championship Game ausgetragen. Der Sieger des National Championship Game erhielt, wie bereits die vor der Einführung der Bowl Championship Series nur durch das Ranking ermittelten Landesmeister der Division I-A, den seit 1959 von der National Football Foundation vergebenen MacArthur Bowl und zusätzlich die seit 1986 vergebene National Championship Trophy der American Football Coaches Association. Von der NCAA wird hingegen in der Bowl Subdivision, anders als in der Football Championship Subdivision (vormals Division I-AA), der Division II und der Division III, kein offizieller Landesmeister ermittelt.
Die vier Bowl-Spiele der BCS fanden jeweils unmittelbar nach dem Jahreswechsel statt, in der Regel vom 1. bis zum 4. Januar. Das zusätzlich eingeführte National Championship Game wurde eine Woche nach dem ersten BCS-Bowl-Spiel ausgetragen, im Regelfall also am 8. Januar. Der Austragungsort des National Championship Game rotierte zwischen den vier Städten, in denen die BCS-Bowl-Spiele stattfanden. Gleiches galt für die Zuordnung des Hauptsponsors, die jährlich zwischen den vier Sponsoren der BCS-Bowl-Spiele wechselte. Verantwortlich für die Durchführung der Bowl Championship Series waren die Kommissare (commissioners) der elf Conferences in der Bowl Subdivision, der Sportdirektor der University of Notre Dame sowie Vertreter der Organisatoren der vier beteiligten Bowl-Spiele. Für die Durchführung der BCS war damit weder die NCAA noch eine andere zentrale Organisation zuständig. Rechtlich gesehen basierte die BCS also auf einer Reihe von Verträgen zwischen den Conferences und den Veranstaltern der Bowl-Spiele sowie den beteiligten Medienanstalten und Sponsoren.

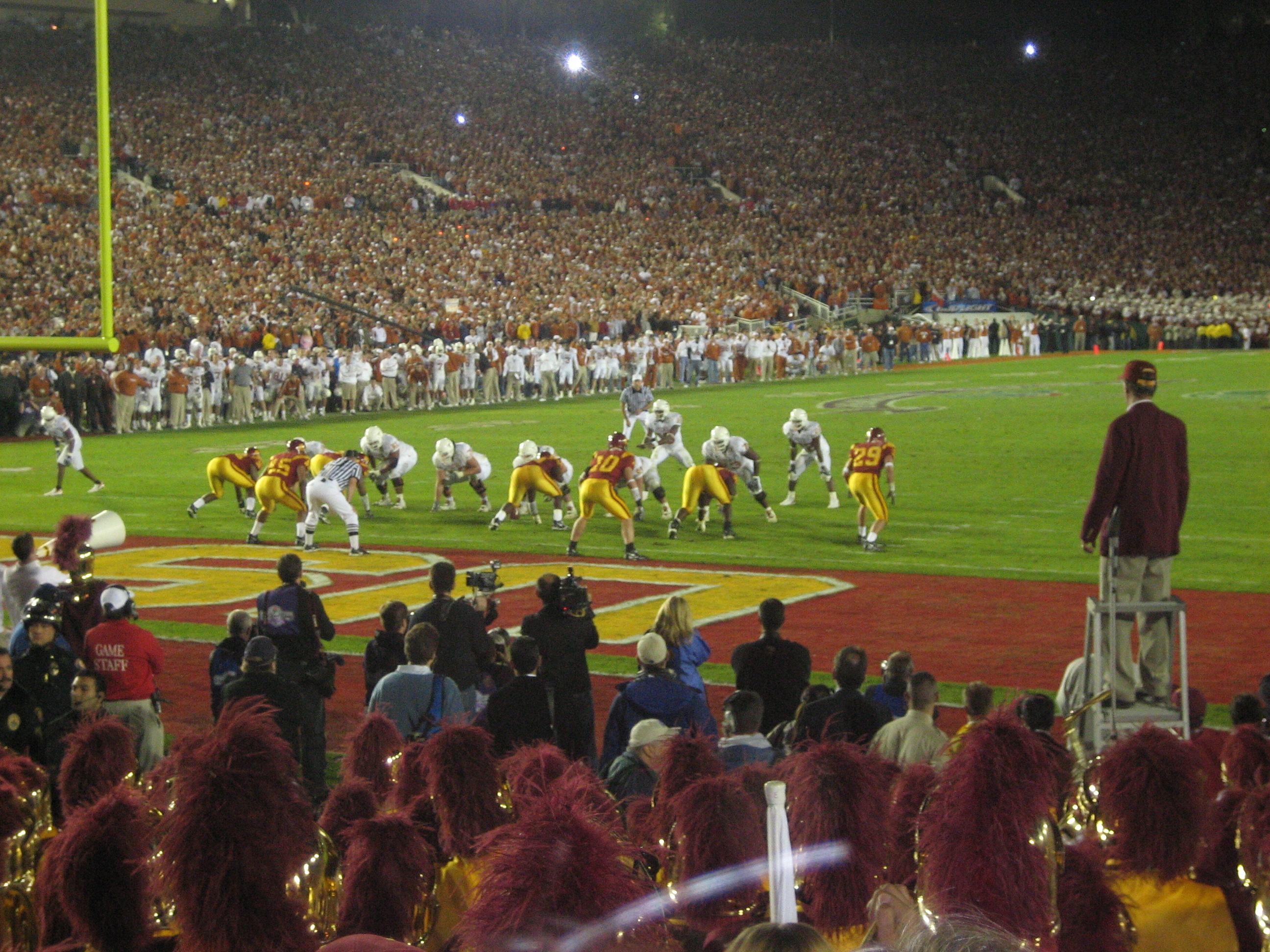
Rose Bowl 2006, Texas Longhorns vs. USC Trojans

Die Spiele der Bowl Championship Series waren aufgrund ihres Prestige sowie des starken Interesses der Medien und der Öffentlichkeit eine besondere Gelegenheit für die beteiligten Spieler, sich interessierten Mannschaften aus dem Profibereich, also der National Football League (NFL), zu präsentieren. Nach jedem der Bowl-Spiele wird in der Regel ein Spieler als „wertvollster Spieler“ (most valuable player, MVP) ausgezeichnet. Im Fiesta Bowl wird diese Auszeichnung an zwei Spieler verliehen, je einen aus dem Angriffsbereich (Offensive MVP) und einen aus der Verteidigung (Defensive MVP). Diese Titel sind, neben anderen wie den „Spieler des Jahres“-Trophäen (Heisman Trophy, Maxwell Award und Walter Camp Award) sowie den Auszeichnungen für die besten Spieler des Jahres auf den einzelnen Mannschaftspositionen und in den einzelnen Conferences, von großer Bedeutung für die Spieler im Hinblick auf eine spätere Profikarriere.
Die BCS-Spiele waren in der Regel ausverkauft. Die Besucherzahl betrug pro Spiel rund 70.000 bis 75.000, im Rose Bowl sogar über 90.000. Die Popularität für Besucher war damit vergleichbar mit dem Super Bowl, dem Finalspiel der NFL. Die Einschaltquote für die Fernsehberichterstattung lag für das National Championship Game bei 15 bis 20 Prozent und für die anderen BCS-Bowl-Spiele bei zehn bis 15 Prozent, dies entsprach etwa der Hälfte bis einem Drittel der Werte für den Super Bowl. Die Fernsehrechte für den Sugar Bowl, den Orange Bowl, den Fiesta Bowl und den Rose Bowl besaß bis 2006 die American Broadcasting Company (ABC). Für den Zeitraum von 2006 bis 2010 wurden die Spiele mit Ausnahme des Rose Bowls, der weiterhin von der ABC ausgestrahlt wurde, für einen Betrag von 20 Millionen US-Dollar pro Spiel durch FOX übertragen. Die Preise für Fernsehwerbung während der Live-Übertragung durch FOX lagen bei 500.000 US-Dollar für 30 Sekunden Sendezeit beziehungsweise 900.000 US-Dollar während des National Championship Game. Von 2010 bis 2014 erfolgte die Verwertung der BCS-Spiele im Fernsehen, Radio und Internet durch den Sportsender ESPN. Die ABC hatte während dieser Zeit die Rechte für den Rose Bowl sowie im Jahr 2014 auch für das BCS National Championship Game und zahlte dafür für den Zeitraum von 2007 bis 2014 rund 300 Millionen US-Dollar. In Europa wurden die BCS-Spiele über den Sender ESPN America vermarktet. Die wirtschaftlichen Auswirkungen der Bowl Championship Series für die vier Ausrichterstädte der Spiele wurden auf mehr als 1,2 Milliarden US-Dollar pro Jahr geschätzt.

### Auswahl der Mannschaften

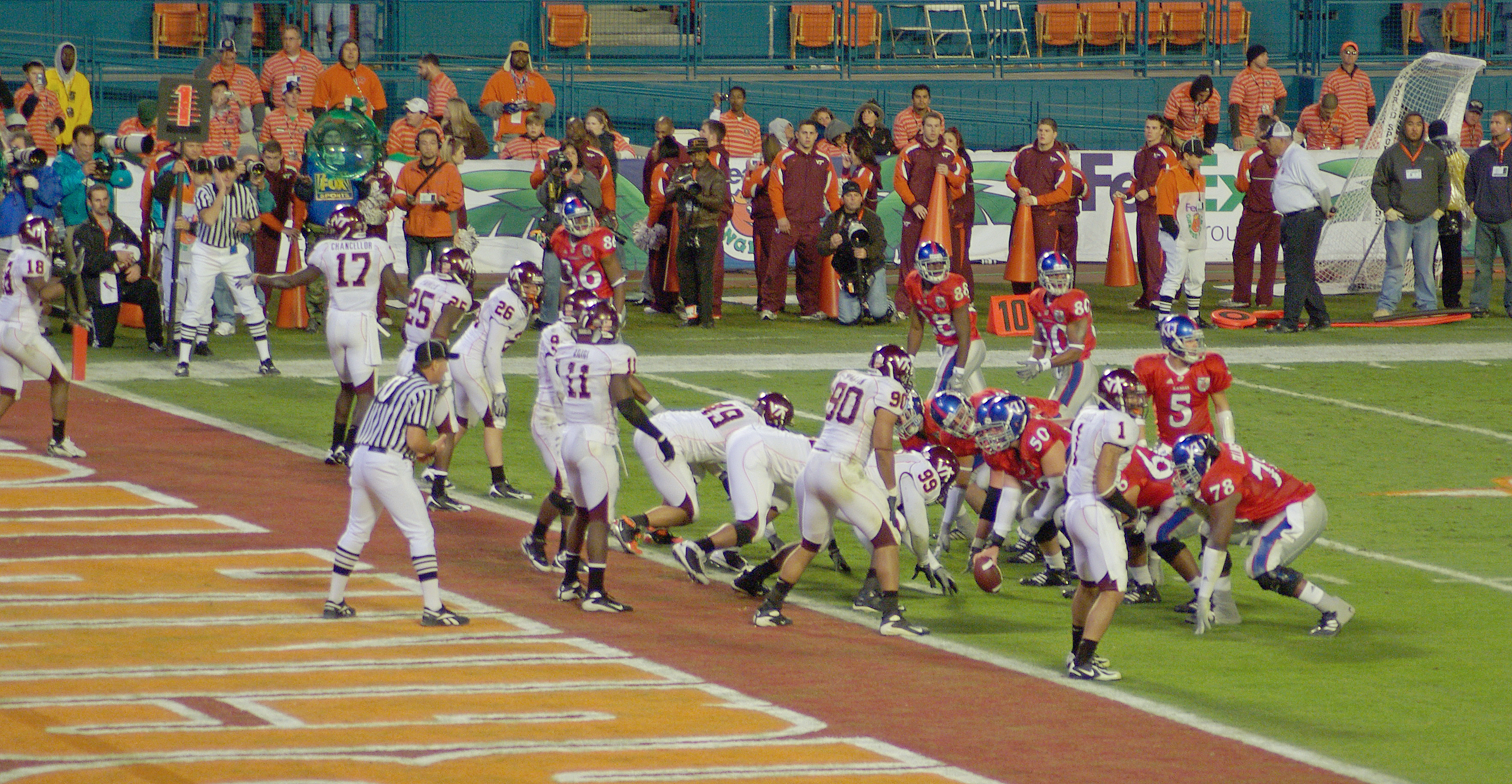
Orange Bowl 2008, Kansas Jayhawks vs. Virginia Tech Hokies

Ein garantiertes Teilnahmerecht an einem der vier BCS-Bowl-Spiele in jeder Saison (annual automatic berth) hatten die Sieger von sechs ausgewählten regionalen Staffeln, den sogenannten BCS Conferences. Zu diesen zählen die Atlantic Coast Conference (ACC), die Big 12 Conference (Big 12), die Big East Conference (Big East, ab 2013 American Athletic Conference), die Big Ten Conference (Big Ten), die Pacific-12 Conference (Pac-12, bis 2011 Pacific-10 Conference) und die Southeastern Conference (SEC). Für fünf dieser Mannschaften war ihre Beteiligung an den jeweiligen Spielen vertraglich festgelegt (Tie-in): Im Rose Bowl traten die Sieger der Big Ten und der Pac-12 gegeneinander an, der Sieger der Big 12 spielte im Fiesta Bowl, der Sieger der ACC im Orange Bowl und der Sieger der SEC im Sugar Bowl. Der Sieger der Big East Conference war hingegen an keines der vier Spiele gebunden.
Für das National Championship Game waren die beiden Mannschaften gesetzt, die nach dem Ende der regulären Saison die ersten beiden Plätze in einem Ranking belegten, das auf einer kombinierten Auswertung mehrerer Computerberechnungen und Umfragen beruhte. Wenn sich eine der sechs für die vier BCS-Bowl-Spiele gesetzten Mannschaften für das National Championship Game qualifizierte, wurde ihr Platz im Bowl-Spiel an eine andere Mannschaft vergeben. Vor der Einführung des zusätzlichen National Championship Game spielten die beiden bestplatzierten Mannschaften in einem der vier BCS-Bowl-Spiele. Jeweils in dem Jahr, in dem ein BCS-Bowl den Status des National Championship Game hatte, galten bestehende Tie-in-Bindungen bestimmter Conferences an dieses Spiel nicht.
Die Auswahl der Mannschaften für die nach den gesetzten Teilnehmer verbleibenden Startplätze erfolgte nach einem komplizierten Regelwerk. In Abhängigkeit von ihrer Ranking-Platzierung, der Position in der eigenen Conference nach dem Ende der regulären Saison und der Zahl der gewonnenen Spiele konnten sich zunächst einige Mannschaften automatisch qualifizieren (automatic berth). So nahm der im Ranking bestplatzierte Sieger aus einer der fünf nicht zu den BCS Conferences gehörenden Staffel – Conference USA, Sun Belt Conference, Mid-American Conference, Mountain West Conference und Western Athletic Conference – automatisch an den BCS-Bowl-Spielen teil, sofern die Mannschaft mindestens den zwölften Platz im Ranking belegte, oder sofern sie mindestens den 16. Platz belegte und besser platziert war als einer der sechs Sieger der BCS Conferences.

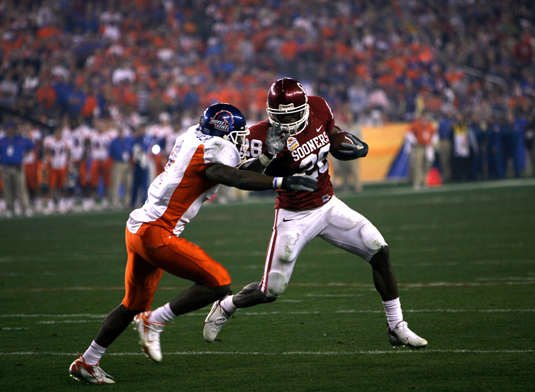
Fiesta Bowl Spiel 2007, Boise State Broncos vs. Oklahoma Sooners

Die erste Mannschaft aus einer Non-BCS Conference, die sich für ein BCS-Bowl-Spiel qualifizieren konnte, waren die Utah Utes der University of Utah aus der Mountain West Conference, die nach einer ungeschlagenen Saison 2004/2005 (12:0) einen Startplatz im Fiesta Bowl erhielten und das Spiel gewinnen konnten. In der Saison 2006/2007 gelang es der Mannschaft der Boise State University (Boise State Broncos) als zweiter Mannschaft aus einer Non-BCS Conference, sich nach einer ungeschlagenen Saison (12:0) in der Western Athletic Conference ebenfalls für den Fiesta Bowl zu qualifizieren. Sie profitierte damit als erste Mannschaft von Regeländerungen nach der Saison 2004/2005. Neben der Einführung des National Championship Game als fünftem Spiel und damit dem Freiwerden von zwei Startplätzen in den anderen vier BCS-Bowl-Spielen wurde die Mindestplatzierung, die der bestplatzierte Sieger einer Non-BCS Conference für eine BCS-Bowl-Teilnahme erreichen musste, vom sechsten auf den zwölften Platz reduziert. Beide Neuerungen resultierten aus Forderungen der nicht an der BCS beteiligten Conferences nach einer Verbesserung der Aussichten für ihre Mannschaften auf eine Teilnahme an den BCS-Bowl-Spielen.
In der Saison 2007/2008 qualifizierten sich die in der Western Athletic Conference spielenden Hawaii Warriors von der University of Hawaii at Manoa nach einer 12:0-Saison für den Sugar Bowl und waren damit die dritte Mannschaft aus einer Non-BCS Conference in einem BCS-Bowl-Spiel. Ein Jahr später gelang den Utah Utes nach einer ungeschlagenen Saison als erster Mannschaft aus einer Non-BCS Conference zum zweiten Mal die Qualifikation für ein BCS-Bowl-Spiel. Für den Fiesta Bowl 2010 wurden mit den TCU Horned Frogs der Texas Christian University und den Boise State Broncos, die sich beide nach einer Spielzeit ohne Niederlage qualifizierten, erstmals in der Geschichte der BCS zwei Mannschaften aus Non-BCS Conferences ausgewählt. In der Saison 2010/201 konnten sich die TCU Horned Frogs für den Rose Bowl qualifizieren. Die letzte Mannschaft aus einer Non-BCS Conference in einem BCS-Bowl-Spiel waren in der Spielzeit 2012/2013 die Northern Illinois Huskies von der Northern Illinois University.
Die Mannschaft der University of Notre Dame (Notre Dame Fighting Irish), die keiner Conference angehört und damit als unabhängige Mannschaften an der regulären Saison teilnimmt, erhielt automatisch einen Startplatz in einem BCS-Bowl-Spiel, wenn sie im Ranking mindestens den achten Platz erreichte. Andere unabhängige Mannschaften, zu denen während des Bestehens der BCS die BYU Cougars der Brigham Young University, die Army Black Knights der United States Military Academy und die Navy Midshipmen der United States Naval Academy zählten, konnten sich hingegen nur über einen der ersten beiden Plätze im Ranking einen garantierten Startplatz für das National Championship Game sichern. Sie hatten jedoch unabhängig von ihrer Saisonbilanz oder ihrer Ranking-Platzierung keinen automatischen Anspruch auf eine Teilnahme an einem der vier anderen BCS-Bowl-Spiele.
Eventuelle noch freie Plätze wurden dann zunächst automatisch an die im Ranking dritt- und viertplatzierten Mannschaften vergeben, wenn diese einer BCS Conference angehörten und sich nicht bereits als Conference Sieger automatisch qualifiziert hatten. Waren auch nach dieser Vergabe noch Plätze frei, erfolgte die weitere Besetzung weitestgehend frei (at-large berths) jeweils durch ein Komitee für jedes der BCS-Spiele. Dabei wurden Mannschaften aus allen Conferences sowie die unabhängigen Mannschaften berücksichtigt, wenn sie entweder mindestens den 14. Platz im Ranking belegten und in der regulären Saison mindestens neun Spiele gegen Mannschaften der Bowl Subdivision gewonnen hatten. Alternativ konnten auch Mannschaften ausgewählt werden, die Sieger einer Non-BCS Conference waren und mindestens den 12. beziehungsweise den 16. Platz im Ranking erreicht hatten, jedoch nicht als im Ranking bestplatzierter Sieger einer Non-BCS Conference bereits automatisch qualifiziert waren. Eine weitere wichtige Regel war, dass aus keiner Conference mehr als zwei Mannschaften an den BCS-Spielen teilnahmen.
Ebenfalls relevant für die Besetzung der freien Plätze und die Ansetzungen der Spiele war die Medienwirksamkeit im Hinblick auf die Attraktivität für das Fernsehpublikum und damit die kommerzielle Vermarktung. Nicht durch Regeln festgelegte Auswahlkriterien waren deshalb beispielsweise die Popularität einiger Mannschaften bei den Fans, die Entfernung der Mannschaften zum Austragungsort und damit der Reiseaufwand für die Fans, oder eine traditionell bestehende Rivalität zwischen zwei bestimmten Mannschaften. Wenn es nach den genannten Regeln möglich war, wurden in der Regel Spiele zwischen Mannschaften, die bereits in der regulären Saison oder in BCS-Bowl-Spielen der Vorsaison gegeneinander gespielt hatten, ebenso vermieden wie die Teilnahme einer Mannschaft am gleichen BCS-Bowl-Spiel in zwei aufeinanderfolgenden Jahren. Während des Bestehens der Bowl Championship Series wurden mehrfach Entscheidungen hinsichtlich der Auswahl von Mannschaften und der Ansetzung einzelner Spiele von den Medien beziehungsweise Fans kritisiert.

### Ranking
Das Ranking, nach dem die Plätze in den fünf BCS-Spielen vergeben wurden, ergab sich aus einer kombinierten Bewertung von mehreren verschiedenen computerbasierten Berechnungen bestimmter Leistungsparameter sowie einer Reihe von Umfragen unter Trainern und früheren Spielern der NCAA-Mannschaften sowie ausgewählten Medienkommentatoren und anderen Experten. Da jede Mannschaft zwischen zehn und 13 Spiele pro Saison absolviert, sowohl innerhalb ihrer jeweiligen Conference als auch gegen Mannschaften aus anderen Conferences, wurde darüber hinaus die Stärke der gegnerischen Teams berücksichtigt. Dazu flossen für eine Mannschaft die Ergebnisse, die von den gegnerischen Mannschaften in der regulären Saison erzielt wurden, in die Ranking-Bewertung mit ein. Die Formeln für die Berechnung des Rankings wurden seit dem Bestehen der BCS mehrfach modifiziert. So wurden zum Beispiel Änderungen eingeführt, durch die Siege einer Mannschaft gegen gut platzierte Mannschaften stärker berücksichtigt werden, die Gewichtung von hohen Siegen wurde hingegen verringert.
Darüber hinaus wurde nach der Spielzeit 2004/2005 die von der Nachrichtenagentur Associated Press (AP) unter Sportreportern durchgeführte Umfrage auf Wunsch der AP aus der Berechnung des BCS-Rankings herausgenommen und durch eine neugeschaffene Umfrage des Marktforschungsunternehmens Harris Interactive ersetzt. Die AP ermittelt mit ihrer seit 1934 durchgeführten Umfrage unabhängig von der BCS einen eigenen Landesmeister. Seit der Einführung der BCS kam es diesbezüglich 2003 zu einer Kontroverse, als die Mannschaft der Louisiana State University das National Championship Game und damit den unter den Trainern durchgeführten Coaches Poll gewann, während das Team der University of Southern California von der AP zum Landesmeister gekürt wurde.

## Kritik an der BCS

### Vor- und Nachteile

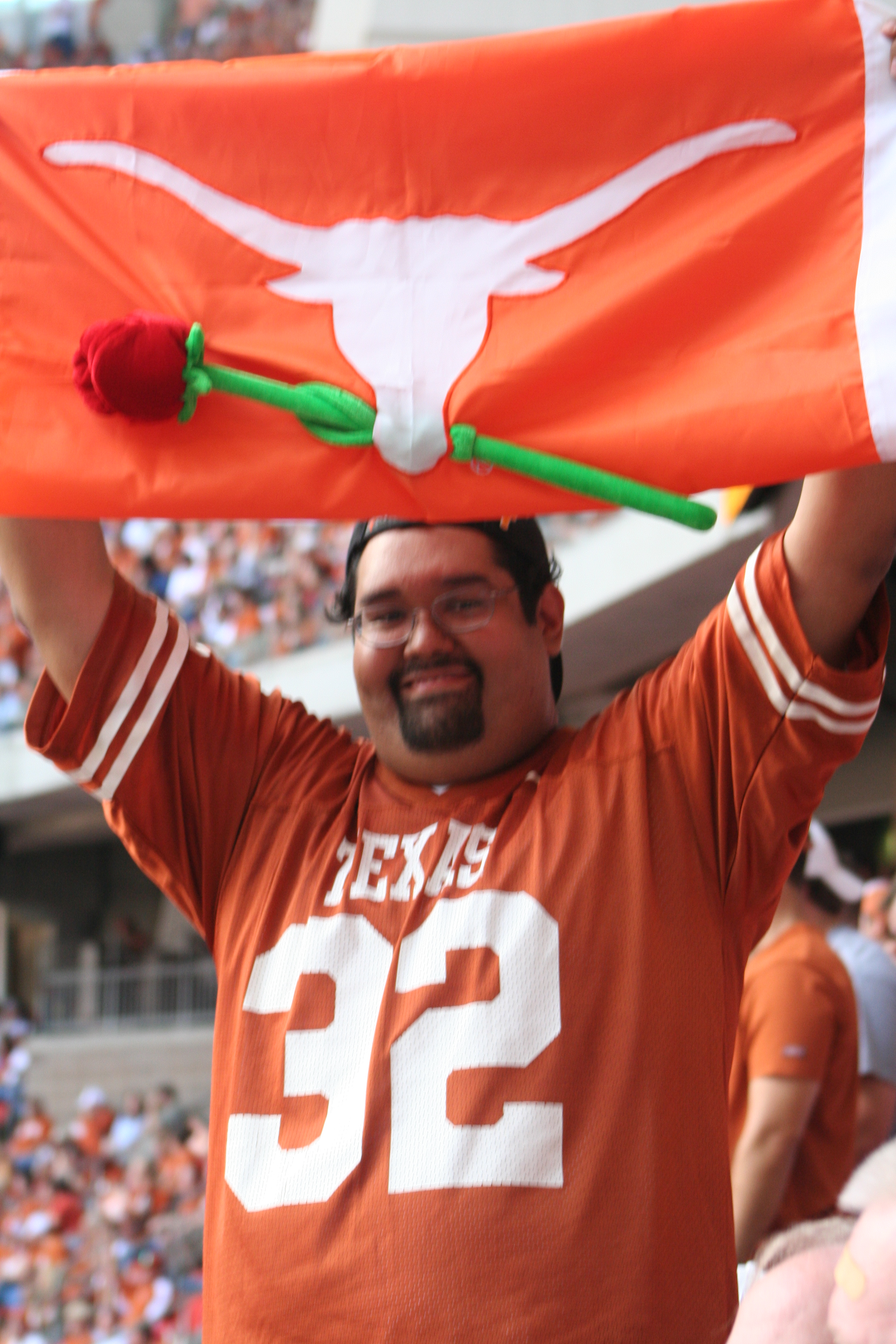
Ein Fan der Texas Longhorns, dem Sieger des als National Championship Game ausgetragenen Rose Bowls in der Saison 2005/2006

Das BCS-System wurde seit seiner Einführung von Fachleuten, Sportkommentatoren und Fans kontrovers erörtert. Hauptkritikpunkt war die Auswahl der Mannschaften für das National Championship Game auf der Basis des Rankings. Da bei dieser Bewertung auch Umfragedaten berücksichtigt wurden, galten die Ergebnisse des Rankings zum Teil als subjektiv. Darüber hinaus kam es mehrfach vor, dass mehr als zwei Mannschaften am Ende der regulären Saison eine vergleichbare Spielbilanz vorweisen konnten. So gab es in der Saison 2003/2004 fünf Mannschaften mit nur einer Niederlage am Saisonende sowie keine ungeschlagene Mannschaft. In der darauffolgenden Saison gab es nach dem Ende des regulären Spielplans fünf ungeschlagene Mannschaften. Von den jeweils fünf Mannschaften in beiden Spielzeiten konnten jedoch basierend auf dem Ranking nur zwei am National Championship Game teilnehmen. Ein weiteres Problem der Umfragen waren potentielle Interessenkonflikte bei der Stimmabgabe der beteiligten Trainer. Da die Trainer mit ihrer Stimme direkt über eine mögliche Teilnahme ihrer eigenen Mannschaft oder der Mannschaften aus der eigenen Conference an den Spielen der Bowl Championship Series mitentschieden, hatten sie damit auch Einfluss auf die Verteilung der mit den Spielen verbundenen hohen Preisgelder und auf diese Weise auch indirekt auf die wirtschaftlichen und sportlichen Aussichten der Mannschaften in den folgenden Jahren.
Die BCS wurde darüber hinaus kritisiert für die Bevorzugung der sechs BCS Conferences gegenüber den fünf Conferences, die nicht zur BCS gehörten. Während des Bestehens der der BCS gelang mehreren Mannschaften aus Non-BCS Conferences eine ungeschlagene Saison, ohne sich damit für das National Championship Game zu qualifizieren. Nur fünf Mannschaften aus Non-BCS Conferences wurden für ein BCS-Bowl-Spiel ausgewählt. Diese Benachteiligung führte unter anderem zum Wechsel einiger Mannschaften aus Non-BCS Conferences in BCS Conferences. Als Gegenargument wurde angeführt, dass die Mannschaften in den nicht zur BCS gehörenden Conferences einen leichteren Spielplan haben und darüber hinaus die Möglichkeit gehabt hätten, ihr Ranking und damit ihre Chancen auf eine Teilnahme an einem BCS-Spiel durch die Aufnahme von Spielen gegen stärkere Mannschaften aus den BCS Conferences in ihren Spielplan zu verbessern. Darüber hinaus wurden die Chancen für Mannschaften aus Non-BCS Conferences, sich für ein BCS-Bowl-Spiel zu qualifizieren, durch Regeländerungen nach der Saison 2004/2005 verbessert. Pläne, die automatische Qualifizierung von mathematisch ermittelten Parametern für die Leistungsstärke der Conferences abhängig zu machen und damit gegebenenfalls die Auswahl der BCS Conferences zu ändern, wurden hingegen aufgrund der Einstellung der BCS nicht umgesetzt. Die besten Aussichten auf eine solche Statusänderung hätte aufgrund der Erfolge der Utah Utes und der TCU Horned Frogs die Mountain West Conference gehabt.
Für das BCS-System sprach aus Sicht seiner Unterstützer, dass mit der BCS die Einführung eines „echten“ Finalspiels um die Landesmeisterschaft gelungen sei. Im Vergleich dazu spielten in den 57 Jahren von 1936 bis 1992, dem Jahr der Einführung der Bowl Coalition als Vorläufer der BCS, nur acht Mal die beiden im Ranking am höchsten stehenden Mannschaften in einem Bowl-Spiel gegeneinander. Als weiteres Argument für das BCS-System wurde angeführt, dass es zu einer stärkeren Motivation der Mannschaften bis zum letzten Spiel der regulären Saison führen würde. Nach Ansicht der Befürworter sei dadurch die Attraktivität der im Vergleich zu anderen Sportarten relativ wenige Spiele umfassenden Hauptsaison im College Football für Spieler und Fans gestiegen. Dies wurde damit begründet, dass bereits eine einzige Niederlage die Chancen für eine Teilnahme am National Championship Game deutlich verringerte. Darüber hinaus hätten sich die Fans über die Spiele der eigenen Mannschaft hinaus auch für viele Spiele in anderen Conferences interessiert, da auch deren Ergebnisse Einfluss auf die Nachsaison-Gestaltung der eigenen Mannschaft hatten. Dies hätte positive Auswirkungen auf die Einschaltquoten vieler Spiele gehabt.

### Diskussion um einen Play-off-Modus

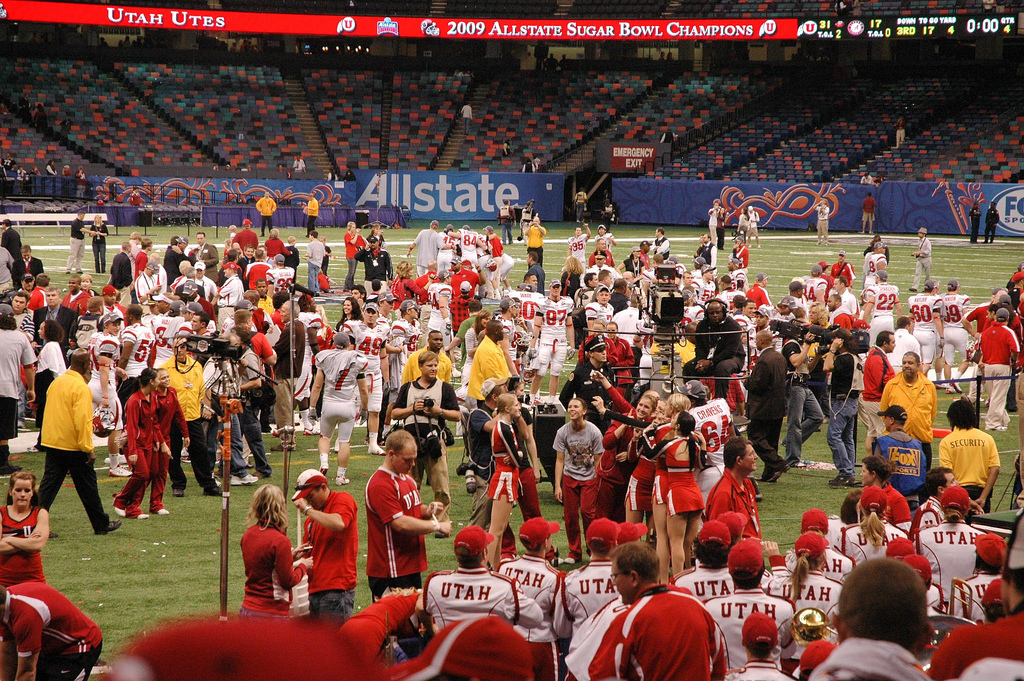
Der Sieg der Utah Utes im Sugar Bowl 2009 gegen die favorisierte Mannschaft der University of Alabama und die nachfolgende Diskussion um die Nichtteilnahme der Utah Utes am National Championship Game führte zu politischen und juristischen Kontroversen um die Einführung eines Play-off-Systems

Eine bereits vor der Einführung der Bowl Championship Series bestehende Kontroverse war der Streit um die Einführung eines Play-off-Systems zur Ermittlung des Landesmeisters der Bowl Subdivision, vergleichbar mit der Football Championship Subdivision, den Divisions II und III sowie mit dem Profibereich in der National Football League (NFL). Als wichtigstes Argument gegen einen solchen Modus galt, dass sich eine Mannschaft in den letzten Spielen der Hauptsaison schonen könnte, sofern sie sich vorzeitig für einen Platz in den Play-off-Spielen qualifiziert hätte. Dadurch wäre nach Ansicht der Kritiker eines Play-off-Systems die Attraktivität der Hauptsaison gesunken. Darüber hinaus hätten in einem Play-off-System starke Mannschaften aufgrund einer einzigen Niederlage in einem Play-off-Spiel frühzeitig ausscheiden können, was unter Umständen zu einem schwächer besetzten Finalspiel geführt hätte. Auch wurde die höhere Zahl an Spielen, die sich in einem Play-off-System sowohl in der regulären Saison als auch in der Nachsaison ergeben würde, im Hinblick auf die universitären Verpflichtungen der Spieler als Nachteil angesehen.
Die Bowl-Spiele besitzen darüber hinaus eine mehrere Jahrzehnte lange Tradition, die weit vor die Einführung der BCS zurück reicht und von vielen Fans und Funktionären als erhaltenswert angesehen wird. Dies gilt insbesondere für die am Rose Bowl beteiligten Conferences Pac-12 und Big Ten, deren Funktionäre und Universitätspräsidenten einem Play-off-System besonders ablehnend gegenüberstanden. Der Grund dafür waren Befürchtungen, dass das aufgrund seiner nahezu einhundertjährigen Geschichte bestehende Prestige dieses Spiels durch ein Play-off-System entwertet werden könnte. Als besonderer Vorteil der Bowl-Spiele wird darüber hinaus angeführt, dass durch die Konzentration auf ein einziges Spiel in der Nachsaison dessen identifikationsstiftende Wirkung zwischen Mannschaft, Fans und Hochschule deutlich höher ist als bei einem mehrere Spiele umfassenden Play-off-System. Mit den Bowl-Spielen sind für die Mannschaften und die Fans in der Regel Reisen von mehreren Tagen Dauer und mit umfangreichem Rahmenprogramm verbunden. In diesem Zusammenhang wird auch auf wohltätige Aktivitäten im Zusammenhang mit den Bowl-Spielen verwiesen. So besuchen die Spieler zum Beispiel Kinderkrankenhäuser, die Mannschaften spenden Kartenkontingente und Reisekosten an sozial benachteiligte Familien, und es werden umfangreiche Beträge von Sponsoren für gemeinnützige Zwecke gezahlt. Vor allem diese Gründe werden für Einführung einer großen Zahl neuer Bowl-Spiele seit etwa 1990 genannt. Die Bowl Championship Series diente in diesem Zusammenhang auch der Aufwertung einer kleinen Auswahl aus den derzeit mehr als 35 Bowl-Spielen.
Aufgrund mehrerer Kontroversen bei der Auswahl der Mannschaften für das BCS National Championship Game wurde schließlich nach dem Ende der Saison 2013/2014 unter der Bezeichnung College Football Playoff (CFP) ein sogenanntes Plus-one-Modell, das ein minimales Playoff-System in die Bowl-Spiele integriert, als Nachfolger der Bowl Championship Series eingeführt. Im Rahmen dieses neuen System werden die vier Mannschaften, die nach der regulären Saison im Ranking am besten platziert sind, in zwei Bowl-Spiele gegeneinander spielen. Die Sieger dieser Spiele bestreiten dann das National Championship Game. Zu den sechs Bowl-Spielen, in denen rotierend die CFP-Halbfinalspiele ausgetragen werden, zählen neben den bisherigen vier BCS-Bowl-Spielen der Cotton Bowl und der Peach Bowl, die beide eine ähnlich lange Tradition wie die anderen vier Spiele besitzen.

## Geschichte

### Vorläufer der BCS
Vorgänger der Bowl Championship Series war in den Spielzeiten 1992/1993, 1993/1994 und 1994/1995 die Bowl Coalition. Diese wurde eingeführt, nachdem es in den Jahren 1990 und 1991 aufgrund von Differenzen zwischen verschiedenen Umfragen jeweils eine Teilung des National-Championship-Titels zwischen zwei Mannschaften im bis dahin rein Ranking-basierten Vergabesystem gab. Die Bowl Coalition bestand aus vier Bowl-Spielen, und zwar dem Orange Bowl, dem Sugar Bowl, dem Cotton Bowl und dem Fiesta Bowl. Die Festlegung eines dieser vier Spiele als National Championship Game ergab sich aus der Conference-Zugehörigkeit der zwei im Ranking bestplatzierten Mannschaften und den Bindungen bestimmter Conferences an ein bestimmtes Bowl-Spiel: der Sieger der Big Eight Conference (Big 8) spielte im Orange Bowl, der Sieger der SEC im Sugar Bowl und der Sieger der bis 1996 existierenden Southwest Conference (SWC) im Cotton Bowl. Aus der Big 8 ging später durch Erweiterung um vier ehemalige Mannschaften der SWC die heutige Big 12 Conference hervor.
Teilnahmeberechtigt an den Spielen der Bowl Coalition waren die Sieger der SEC, der Big 8, der ACC, der Big East und der SWC. Hinzu kamen drei zusätzliche Mannschaften, entweder die nächstplatzierten Teams aus der Big 8, der ACC, der Big East und der SWC oder eine Mannschaft aus der Pac-10. Problematisch am System der Bowl Coalition war die vertragliche Bindung des Pac-10-Siegers und des Siegers der nicht an der Bowl Coalition beteiligten Big Ten an den Rose Bowl, der nicht Teil der Spielserie der Bowl Coalition war. Daraus ergab sich in der Saison 1994/1995 die Situation, dass die Penn State Nittany Lions der Pennsylvania State University als Sieger der Big Ten und zweitplatzierter Mannschaft im Ranking nicht am National Championship Game teilnahmen. Stattdessen spielte die drittplatzierte Mannschaft der University of Miami gegen die im Ranking beste Mannschaft von der University of Nebraska-Lincoln (Nebraska Cornhuskers) im Orange Bowl um den National-Champion-Titel.
Obwohl die Bowl Coalition vertraglich auf eine Laufzeit von neun Jahren angelegt war, wurde das System aufgrund der Kontroverse um das National Championship Game 1994/1995 überarbeitet. Hinzu kam, dass 1995 eine Reihe von vertraglichen Bindungen zwischen bestimmten Conferences und einzelnen Bowl-Spielen ausliefen und somit ein wichtiger Nachteil der Bowl Coalition entfiel. Durch die Neugestaltung entstand die Bowl Alliance, die in den Spieljahren 1995/1996, 1996/1997 und 1997/1998 Bestand hatte. Die Bowl Alliance umfasste drei Spiele, und zwar den Orange Bowl, den Fiesta Bowl und den Sugar Bowl. Die Zuordnung des National Championship Game wechselte jährlich zwischen diesen drei Spielen. Die vier gesetzten Teams in diesem System waren die Sieger der SEC, der Big 12, der ACC und der Big East, zu denen zusätzlich zwei andere Mannschaften ausgewählt wurden. Keine der Conference-Sieger war vertraglich an ein bestimmtes der drei Bowl-Alliance-Spiele gebunden. Durch die Aufnahme der Big Ten und Pac-10 sowie die Erweiterung um den Rose Bowl entstand aus der Bowl Alliance zur Saison 1998/1999 die Bowl Championship Series.

### Sieger

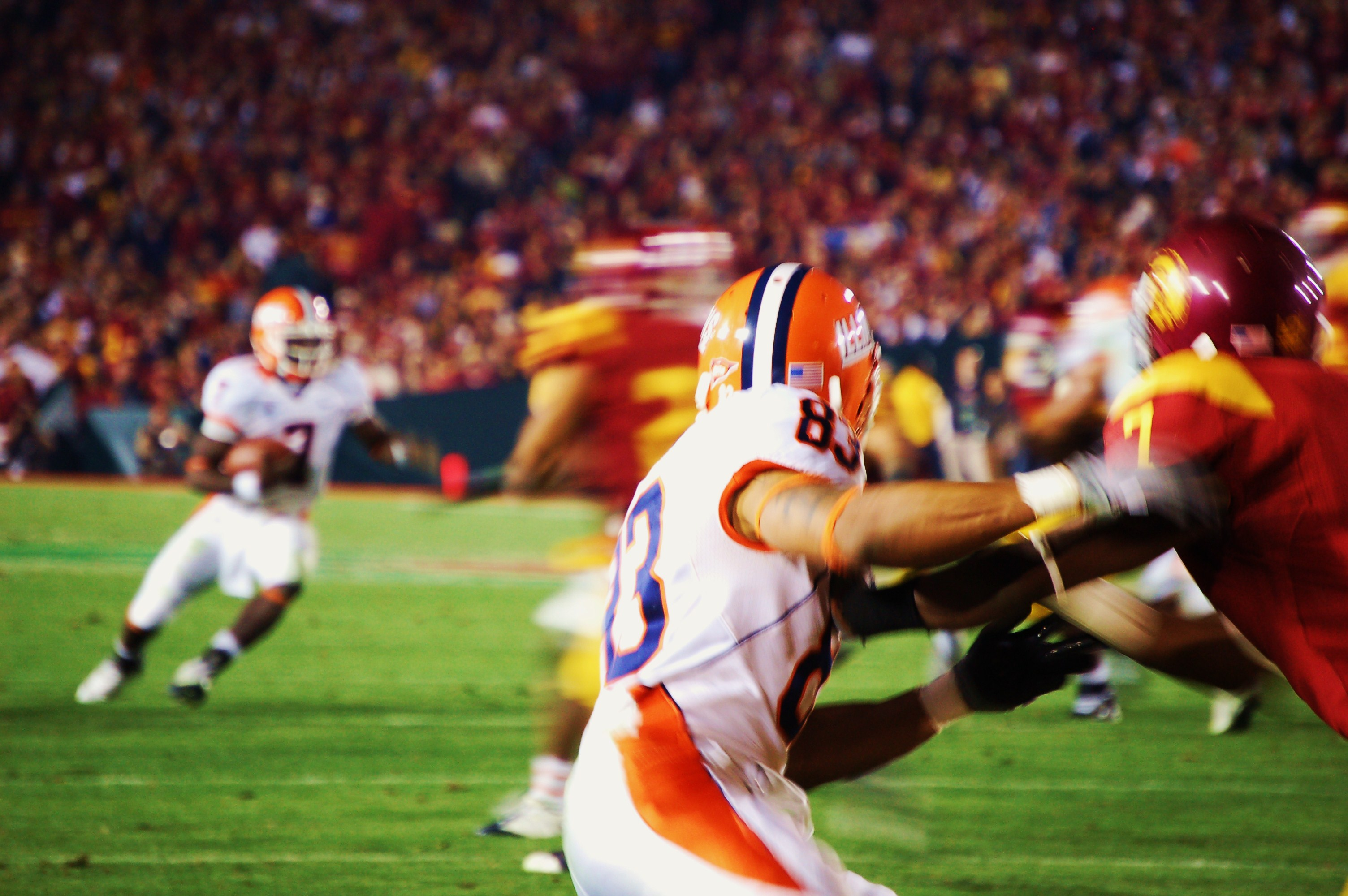
Rose Bowl 2008, USC Trojans vs. Illinois Fighting Illini

Am häufigsten an BCS-Bowl-Spielen beteiligt war die Mannschaft der Ohio State University (Ohio State Buckeyes) mit zehn Teilnahmen, gefolgt von der University of Oklahoma (Oklahoma Sooners) mit neun sowie der Florida State University (Florida State Seminoles) mit acht Teilnahmen. Die USC Trojans und die Ohio State Buckeyes gewannen mit je sechs Siegen die meisten BCS-Bowl-Spiele, gefolgt von der Mannschaft der University of Florida (Florida Gators) mit fünf sowie den Mannschaften der Louisiana State University (LSU Tigers) und der University of Oklahoma (Oklahoma Sooners) mit jeweils vier Siegen. Die Utah Utes der University of Utah und die Boise State Broncos der Boise State University waren mit je zwei Siegen die erfolgreichsten Teams aus den Non-BCS Conferences.
Der Mannschaft der University of Alabama (Alabama Crimson Tide) gelang es, im Rahmen der Bowl Championship Series in zwei aufeinanderfolgenden Jahren das BCS National Championship Game zu gewinnen. Drei aufeinanderfolgende Siege in BCS-Bowl-Spielen erreichten die USC Trojans mit dem Gewinn des Orange Bowls 2003, des Rose Bowls 2004 und des Orange Bowls 2005 sowie des Rose Bowls in den Jahren 2007, 2008 und 2009. Mannschaften mit zwei aufeinanderfolgenden BCS-Bowl-Siegen sind die Wisconsin Badgers der University of Wisconsin–Madison (Rose Bowl 1999 und 2000), die Miami FL Hurricanes der University of Miami (Sugar Bowl 2001, Rose Bowl 2002), die Ohio State Buckeyes (Fiesta Bowl 2003 und 2004 sowie Rose Bowl 2010 und Sugar Bowl 2011), die Texas Longhorns der University of Texas at Austin (Rose Bowl 2005 und 2006), die LSU Tigers der Louisiana State University (Sugar Bowl 2007 und BCS National Championship Game 2008) und die Florida Gators der University of Florida (BCS National Championship Game 2009 und Sugar Bowl 2010).
Die Ansetzungen und Sieger der Bowl Championship Series und ihrer Vorgänger waren (das jeweilige BCS National Championship Game ist blau markiert):
| Bowl Coalition                                                      | Bowl Coalition                   | Bowl Coalition                    | Bowl Coalition                        | Bowl Coalition                  |
| Saison                                                              | Fiesta Bowl                      | Sugar Bowl                        | Orange Bowl                           | Cotton Bowl                     |
| ------------------------------------------------------------------- | -------------------------------- | --------------------------------- | ------------------------------------- | ------------------------------- |
| 1992/1993                                                           | Syracuse 26 Colorado 22          | Alabama 34 Miami 13               | Florida State 27 Nebraska 14          | Notre Dame 28 Texas A&M 3       |
| 1993/1994                                                           | Arizona 29 Miami 0               | Florida 41 West Virginia 7        | Florida State 18 Nebraska 16          | Notre Dame 24 Texas A&M 21      |
| 1994/1995                                                           | Colorado 41 Notre Dame 24        | Florida State 23 Florida 17       | Nebraska 24 Miami 17                  | USC 55 Texas Tech 14            |
| Bowl Alliance                                                       |                                  |                                   |                                       |                                 |
| Saison                                                              | Fiesta Bowl                      | Sugar Bowl                        | Orange Bowl                           |                                 |
| 1995/1996                                                           | Nebraska 62 Florida 24           | Virginia Tech 28 Texas 10         | Florida State 31 Notre Dame 26        |                                 |
| 1996/1997                                                           | Penn State 38 Texas 15           | Florida 52 Florida State 20       | Nebraska 41 Virginia Tech 21          |                                 |
| 1997/1998                                                           | Kansas State 35 Syracuse 18      | Florida State 31 Ohio State 14    | Nebraska 42 Tennessee 17              |                                 |
| Bowl Championship Series                                            |                                  |                                   |                                       |                                 |
| Saison                                                              | Fiesta Bowl                      | Sugar Bowl                        | Orange Bowl                           | Rose Bowl                       |
| 1998/1999                                                           | Tennessee 23 Florida State 16    | Ohio State 24 Texas A&M 14        | Florida 31 Syracuse 10                | Wisconsin 38 UCLA 31            |
| 1999/2000                                                           | Nebraska 31 Tennessee 21         | Florida State 46 Virginia Tech 29 | Michigan 35 Alabama 34                | Wisconsin 17 Stanford 9         |
| 2000/2001                                                           | Oregon State 41 Notre Dame 9     | Miami 37 Florida 20               | Oklahoma 13 Florida State 2           | Washington 34 Purdue 24         |
| 2001/2002                                                           | Oregon 38 Colorado 16            | Louisiana State 47 Illinois 34    | Florida 56 Maryland 23                | Miami 37 Nebraska 14            |
| 2002/2003                                                           | Ohio State 31 Miami 24           | Georgia 26 Florida State 13       | USC 38 Iowa 17                        | Oklahoma 34 Washington State 14 |
| 2003/2004                                                           | Ohio State 35 Kansas State 28    | Louisiana State 21 Oklahoma 14    | Miami 16 Florida State 14             | USC 28 Michigan 14              |
| 2004/2005                                                           | Utah 35 Pittsburgh 7             | Auburn 16 Virginia Tech 13        | USC 55 Oklahoma 19                    | Texas 38 Michigan 37            |
| 2005/2006                                                           | Ohio State 34 Notre Dame 20      | West Virginia 38 Georgia 35       | Penn State 26 Florida State 23        | Texas 41 USC 38                 |
| Einführung eines zusätzlichen Spiels als National Championship Game |                                  |                                   |                                       |                                 |
| 2006/2007                                                           | Boise State 43 Oklahoma 42       | Louisiana State 41 Notre Dame 14  | Louisville 24 Wake Forest 13          | USC 32 Michigan 18              |
| 2006/2007                                                           | Florida 41 Ohio State 14         |                                   |                                       |                                 |
| 2007/2008                                                           | West Virginia 48 Oklahoma 28     | Georgia 41 Hawaii 10              | Kansas 24 Virginia Tech 21            | USC 49 Illinois 17              |
| 2007/2008                                                           | Louisiana State 38 Ohio State 24 |                                   |                                       |                                 |
| 2008/2009                                                           | Texas 24 Ohio State 21           | Utah 31 Alabama 17                | Virginia Tech 20 Cincinnati 7         | USC 38 Penn State 24            |
| 2008/2009                                                           |                                  | Florida 24 Oklahoma 14            |                                       |                                 |
| 2009/2010                                                           | Boise State 17 TCU 10            | Florida 51 Cincinnati 24          | Iowa 24 Georgia Tech 14               | Ohio State 26 Oregon 17         |
| 2009/2010                                                           |                                  |                                   | Alabama 37 Texas 21                   |                                 |
| 2010/2011                                                           | Oklahoma 48 Connecticut 20       | Ohio State 31 Arkansas 26         | Stanford 40 Virginia Tech 12          | TCU 21 Wisconsin 19             |
| 2010/2011                                                           | Auburn 22 Oregon 19              |                                   |                                       |                                 |
| 2011/2012                                                           | Oklahoma State 41 Stanford 38    | Michigan 23 Virginia Tech 20      | West Virginia 70 Clemson 33           | Oregon 45 Wisconsin 38          |
| 2011/2012                                                           | Alabama 21 Louisiana State 0     |                                   |                                       |                                 |
| 2012/2013                                                           | Oregon 35 Kansas State 17        | Louisville 33 Florida 23          | Florida State 31 Northern Illinois 10 | Stanford 20 Wisconsin 14        |
| 2012/2013                                                           |                                  | Alabama 42 Notre Dame 14          |                                       |                                 |
| 2013/2014                                                           | Central Florida 52 Baylor 42     | Oklahoma 45 Alabama 31            | Clemson 40 Ohio State 35              | Michigan State 24 Stanford 20   |
| 2013/2014                                                           |                                  |                                   | Florida State 34 Auburn 31            |                                 |